# ペリービル (ミズーリ州)
ペリービル（Perryville）は、アメリカ合衆国ミズーリ州の都市。ペリー郡の郡庁所在地である。人口は8,555人（2020年）。

## 歴史
19世紀前半から人が住み始め、1856年に市となった。1900年には人口1,200人ほどだったという。1940年にKiefner Branchと呼ばれる工場が建てられて町は栄えたが、1964年に経済悪化により向上が閉鎖されると250名以上が失業した。以来雇用状況は改善されなかったが、1970年代後半より工場誘致に積極的に乗り出し、1986年に豊田合成（現地法人名 TG Missouri Corporation、設立当時は TG U.S.A. Corporation）の誘致に成功した。日本人出向者の家族も多く住み、積極的な現地採用により市民の雇用も大幅に改善した。

## 教育
市内には3つの学校があり、公立が1校、私立が2校である。ただし高校は2校のみである。
- ペリー郡 ・第32地区学校群 - 公立。
  - ペリービル小学校 - 幼稚園から小学校(第4学年)まで
  - ペリー郡立中学校 - 中学校(第5-8学年)
  - ペリービル高校 - 高校(第9-12学年)。イメージカラーは緑とグレー。スポーツチームの名称およびマスコットはパイレーツ。日本人卒業生も多いが、ESL Program等は特に用意されていない。
  - ペリービル地区職業訓練所 - 第9-12学年
- イマニュエル・ルスラン学校 - 幼稚園から中学(第8学年)まで。私立。キリスト教ルーテル教会系。
- セントヴィンセント・デポール学校 - 私立。キリスト教ローマ・カトリック教会系。
  - セントヴィンセント・デポール小学校 - 幼稚園から小学校(第6学年)まで
  - セントヴィンセント・デポール高校 - 中学から高校(第7-12学年)まで。イメージカラーは黄色と青。スポーツチームの名称およびマスコットはインディアンズ。

市内に大学はなく、最寄りの大学は50kmほど南のケープジラードにあるサウスイースト・ミズーリ州立大学になる。

## 地理・人種構成
面積は20.0 km²。人口は7,667人で、人口密度は390人/km²である。白人が97.5%と最も多く、アフリカ系は0.3％と非常に少ない。18歳以下の人口比は31.7%、65歳以上の人口比は30.4%である。

## 交通
シカゴとニューオリンズを結ぶインターステート55号が市の外れを通っており、出入口がある。インターチェンジ付近には、マクドナルドやタコベルなどのファーストフード店や、ウォールマートなどのスーパーマーケットがあり、市民の利用も多い。セントルイスへは約70マイル、ケープジラードへは約30マイル。最寄りの国際空港はセントルイスのランバート・セントルイス国際空港で、車で約1時間半の距離。